# Regine Leonhardt
Regine Leonhardt (* 1965) ist eine ehemalige deutsche Schauspielerin und Synchronsprecherin.

## Leben
1989  stand Leonhardt erstmals für  den Fernsehfilm Das Mädl aus der Vorstadt vor der Kamera. Weitere fünf Jahre sollten vergehen, ehe sie in dem 1994 produzierten Fernsehfilm Zwei an der Strippe erneut vor der Kamera stand. Von nun an drehte sie jährlich mehrere Fernsehbeiträge, bis sie ihre schauspielerische Laufbahn vor der Kamera 1999 beendete. Zuletzt wirkte sie in vier Episoden der Kinderserie Pumuckls Abenteuer mit. Sie lebt mit ihrer Tochter (* 2001) in München.

## Filmografie
- 1989: Das Mädl aus der Vorstadt (Fernsehfilm)
- 1994: Zwei an der Strippe (Fernsehfilm)
- 1994: Das Baby der toten Schwangeren (Fernsehfilm)
- 1995: Großstadtrevier: Die heiligen drei Königinnen
- 1995: Über Kreuz (Fernsehfilm)
- 1995: Weißblaue Wintergeschichten: Seitensprünge
- 1996: Der Alte – Folge 215: Der Lebensretter
- 1997: Derrick: Fundsache Anja
- 1997: Polizeiruf 110: Im Netz der Spinne
- 1998: Der Mann für alle Fälle: Die Hure Babylon (Fernsehfilm)
- 1998: Die Neue – Eine Frau mit Kaliber: Jagdfieber
- 1998: Sylvia – Eine Klasse für sich (Fernsehserie)
- 1999: Pumuckls Abenteuer: Pumuckls freche Hilfe
- 1999: Pumuckls Abenteuer: Pumuckls stille Post
- 1999: Pumuckls Abenteuer: Pumuckls listige Tricks
- 1999: Pumuckls Abenteuer: Pumuckls neues Heim

## Synchronrollen (Auswahl)
- 1998: Jean Louisa Kelly in Abraham Lincoln – Die Ermordung des Präsidenten als Lucy
- 2002: Patricia Kalember in Signs – Zeichen als Colleen Hess
- 2004: Glenne Headly in Bekenntnisse einer Highschool–Diva als Karen Cep